# Szwecja na Zimowych Igrzyskach Paraolimpijskich 2014
Szwedzka reprezentacja na Zimowych Igrzyskach Paraolimpijskich 2014 liczy 22 sportowców występujących we wszystkich pięciu rozgrywanych dyscyplinach. 

## Skład reprezentacji

### Biathlon
- Zebastian Modin

### Biegi narciarskie
- Zebastian Modin
- Helene Ripa

### Curling na wózkach
- Jalle Jungnell
- Glenn Ikonen
- Patrik Kallin
- Kristina Ulander
- Zandra Reppe

| Finlandia | Wielka Brytania | Kanada |     | Rosja | Słowacja | Stany Zjednoczone | Norwegia | Korea Południowa |   |   |    |
| 7:6       | 4:6             | 4:7    | 4:8 | 4:7   | 9:3      | 3:8               | 11:1     | 13:3             | 4 | 5 | 7. |

### Hokej na lodzie na siedząco
- Aron Anderson
- Gunnar From
- Christian Hedberg
- Marcus Holm
- Niklas Ingvarsson
- Kenth Jonsson
- Per Kasperi
- Rasmus Lundgren
- Ulf Nilsson
- Peter Ojala
- Stefan Olsson
- Niklas Rakos
- Axel Filip Silvstrand Olsson
- Anders Wistrand

### Narciarstwo alpejskie
- Linnea Ottosson Eide